# Ẽfini MS-8
Ẽfini MS-8（日语：アンフィニMS-8）是1990年代由日本馬自達汽車公司製造、冠上Ẽfini副品牌的小型四門無B柱硬頂型（pierless hardtop）轎車。繼承了前代車款Persona的造車理念，這部車也很重視內裝鋪陳。
該款車的車名MS-8，MS取自Megalo Spirits的兩個首字母，8則為馬自達命名車種的方式，原則上數字越大表示越高階或車身越大的車款。

## 歷史
1992年3月開始上市銷售，和上一代的Persona一樣重視內裝，將排檔桿自車室中央移往空調控制鈕的旁邊。因此駕駛座與助手席中央多出了空間，馬自達故意將前排座椅設計成一體成型的長椅，可乘坐三人。此外，由於沒有B柱的緣故，前座安全帶有一個特殊設計，其緊縮器主體藏在後門內，頭枕側邊裝置了固定扣環以引導織帶通過（請參見左圖），這是沿用了Persona的設計方式。
1992年10月追加太陽能天窗（solar powered ventilation system），該裝置亦曾使用在馬自達Millenia上。1994年6月進行小改款，變更車頭進氣壩與輪框樣式。1995年12月將雙前座SRS安全氣囊列為標準配備；1997年12月因馬自達的多品牌策略宣告失敗且第八代323將進行大改款，於是MS-8宣布停產。

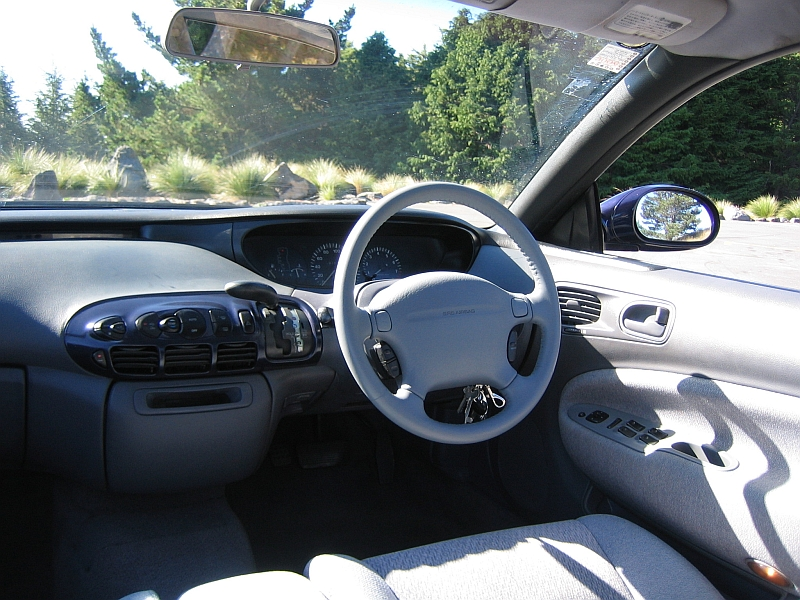
排檔桿位於空調旁邊
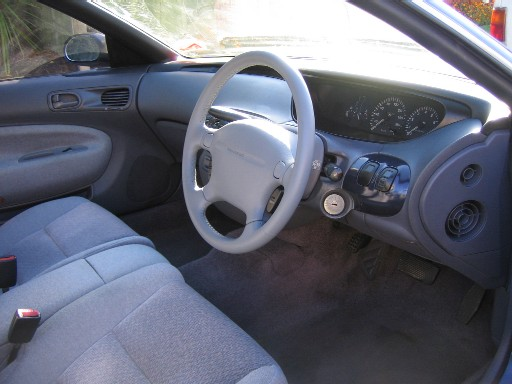
前排座位相連，可乘坐三人
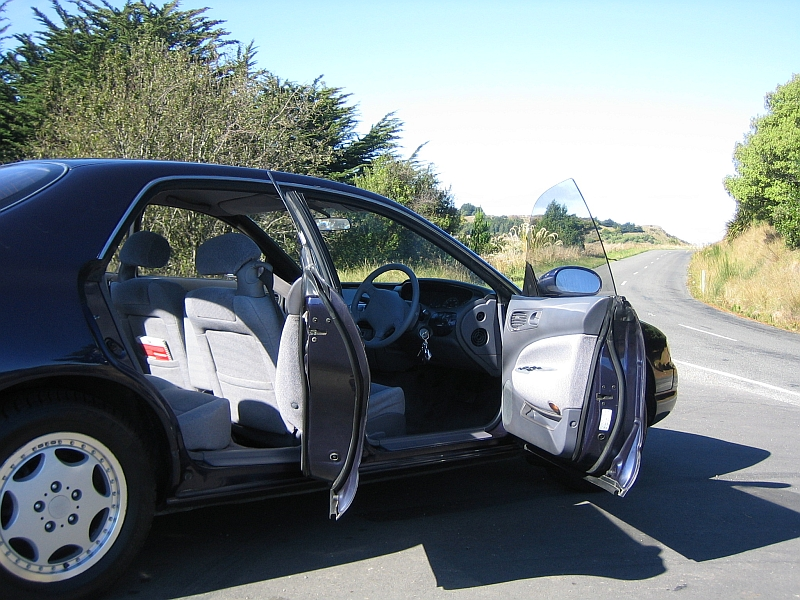
前後車門開啟貌
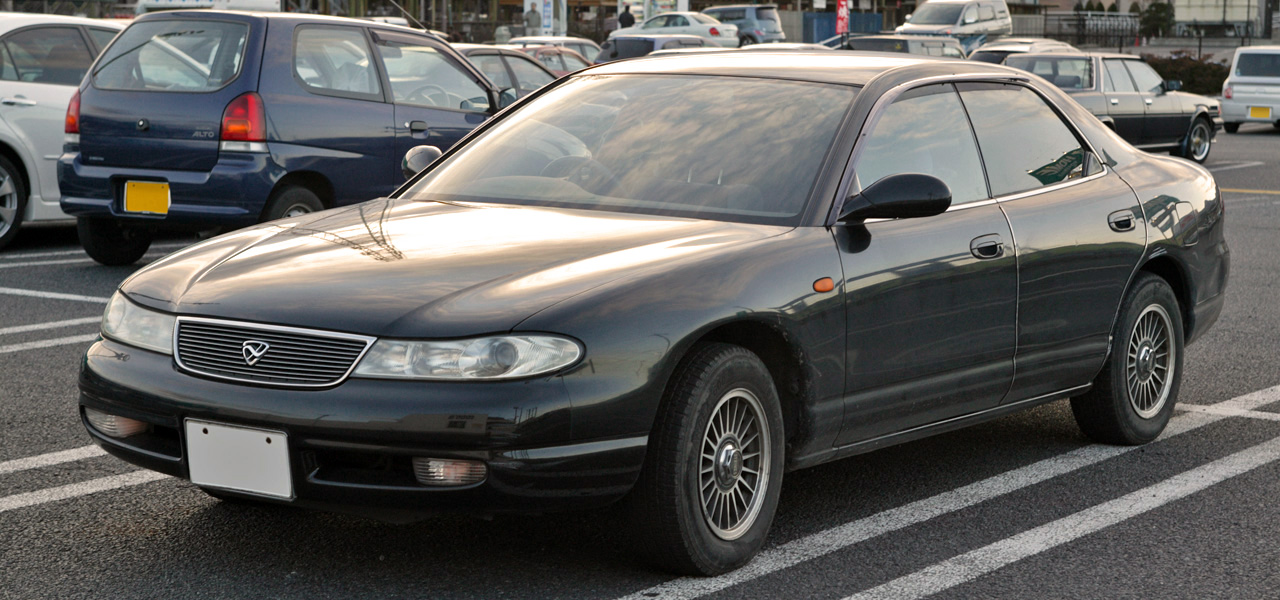
Ẽfini MS-8日規版車頭
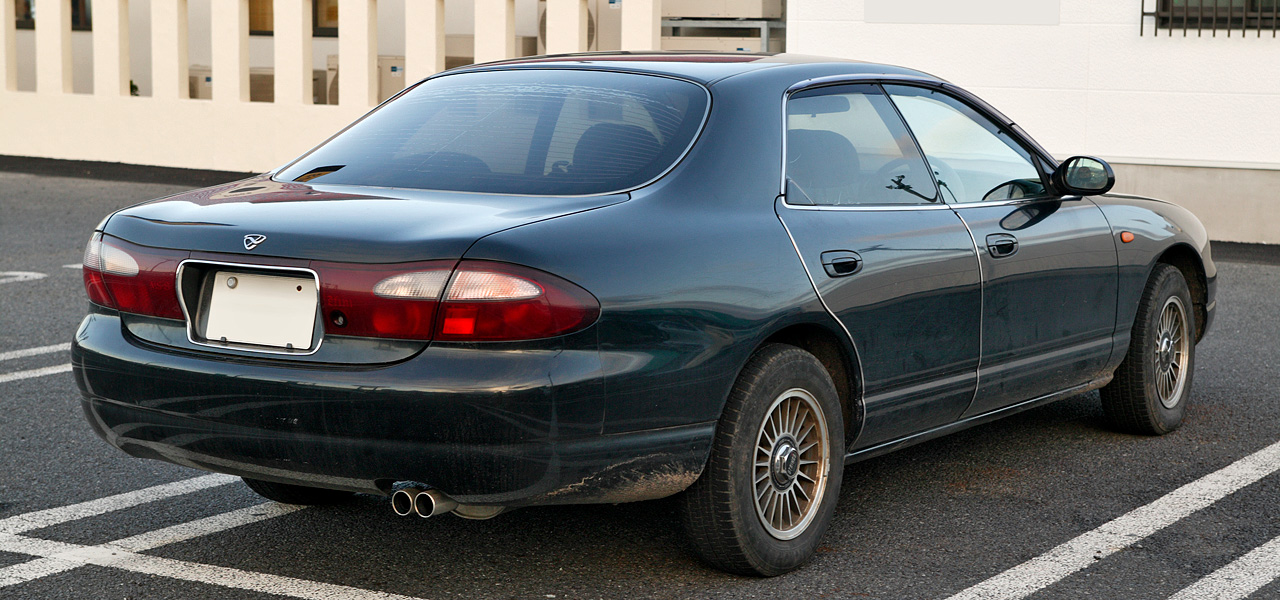
Ẽfini MS-8日規版車尾
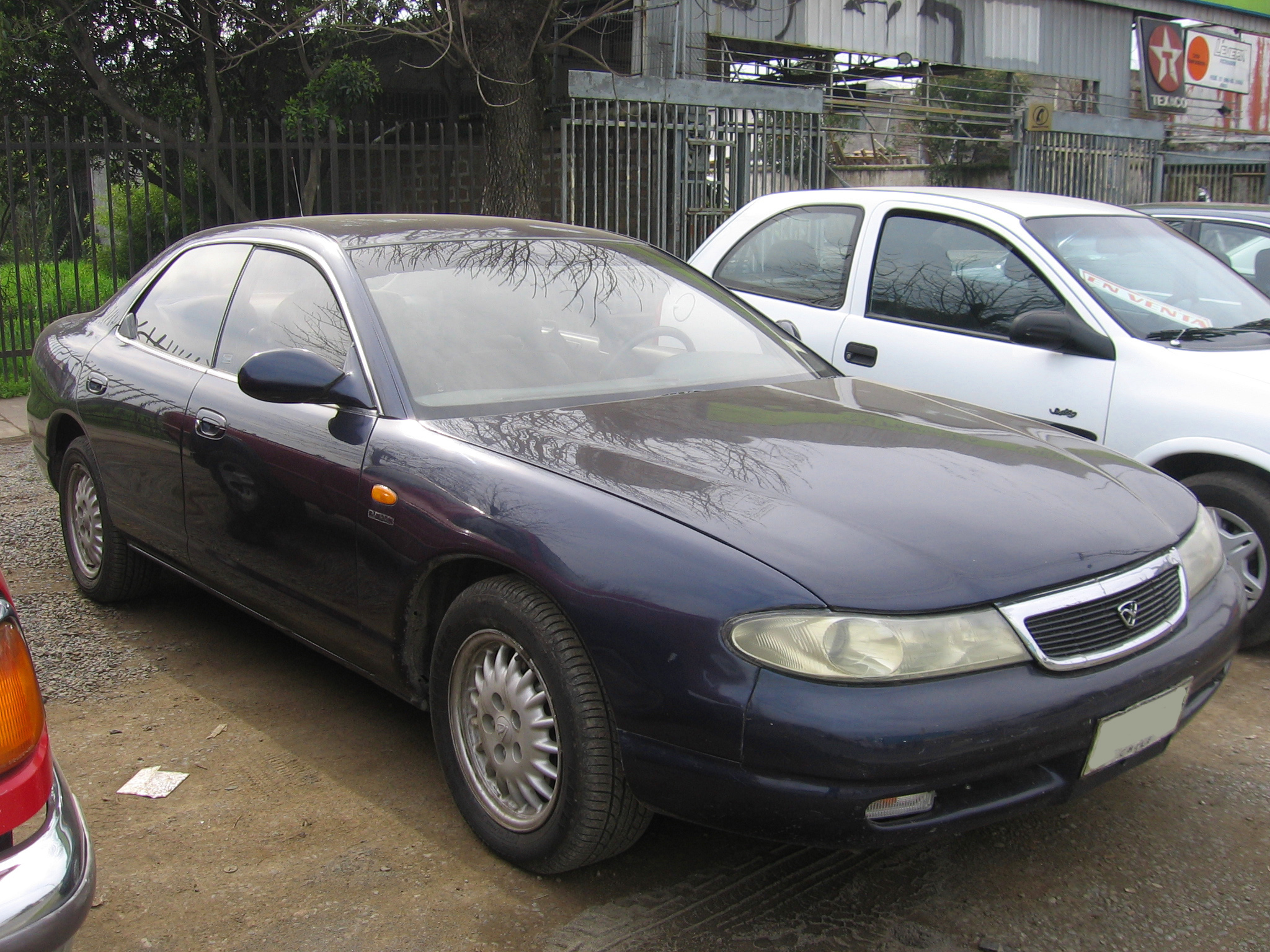
攝於智利
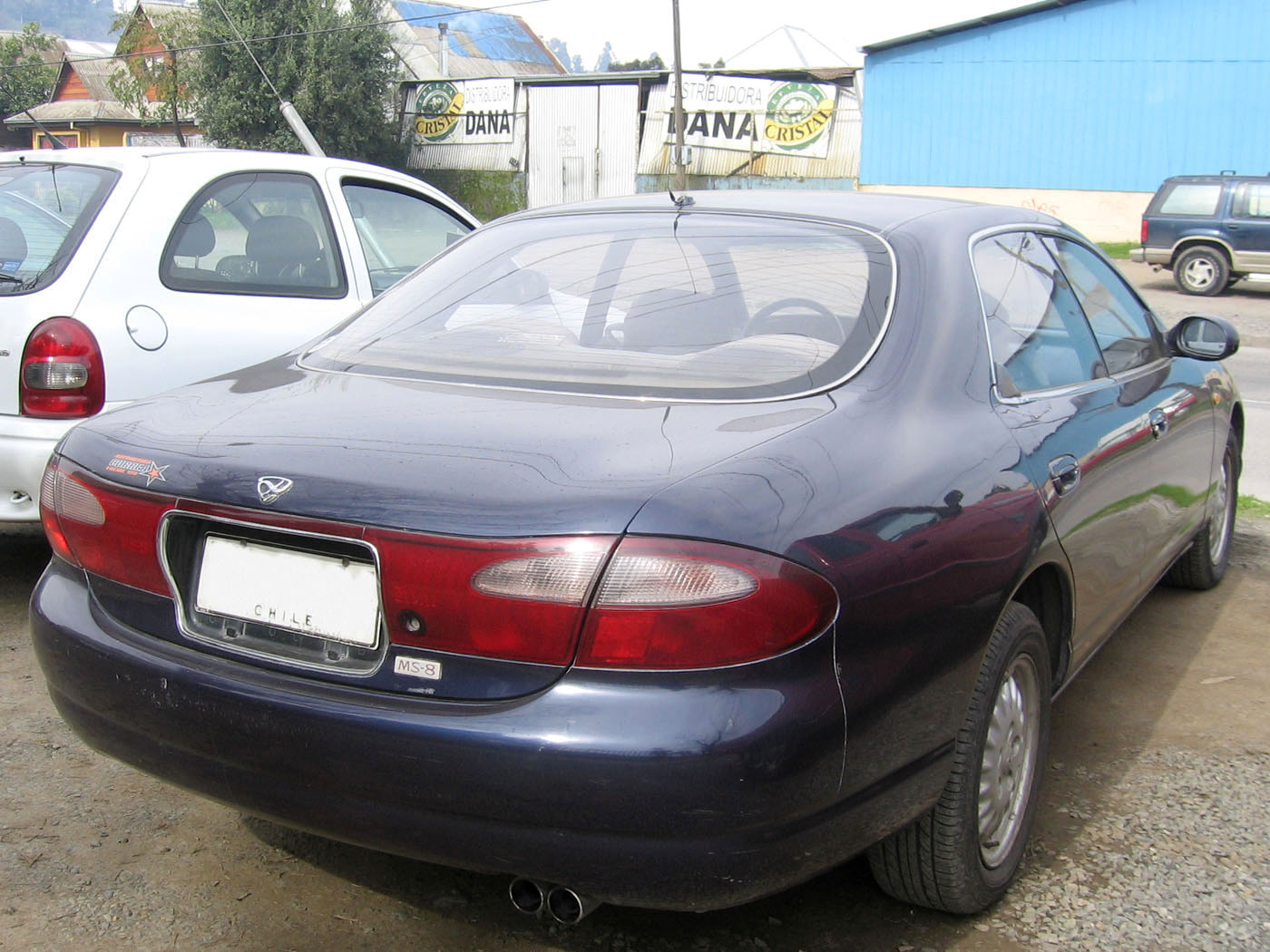
攝於智利

## 外部連結
- 1994年Ẽfini MS-8日本電視廣告 （页面存档备份，存于）
- （日語）Gazoo.com名車列傳：1992年 アンフィニ MS-8